# Borador
En Borador er en hund, der er en hybrid, skabt ved at krydse en raceren og kendt Labrador retriever og en raceren og kendt Border Collie.
Hvis forældrehundene ikke er racerene (stambog) kan resultatet nok kun kaldes for en blandingshund.
Borador er ikke en anerkendt race endnu, men den er anerkendt af ACHC = American Canine Hybrid Club).